# Leo Marić
Leo Marić (* 2. April 1974 in Mostar) ist ein jugoslawischer Fußballspieler. Der gebürtige Bosnier, Sohn des Nationaltorhüters Enver Marić, spielte in den 1990er Jahren in der deutschen Bundes- und Regionalliga als Mittelstürmer. 2001 wurde Marić Fußballjugendtrainer in den USA.

## Laufbahn
Leo Marić ist ein klassischer Straßenfußballer; das heimische Mostar bot dafür ideale Voraussetzungen. Sein Vater Enver führte ihn 1984 an den Vereinsfußball heran. Leo spielte ein halbes Jahr lang als Torwart, danach nur noch als Mittelstürmer. In 161 Jugendspielen erzielte er 82 Tore und war damit in Jugoslawien der erfolgreichste Stürmer seines Jahrgangs. Von 1989 bis 1991 spielte er in der U-16- und der U-18-Nationalmannschaft Jugoslawiens.
1990 erhielt Leo Marić durch eine Sondergenehmigung des Fußballverbandes seinen ersten Profivertrag beim FK Velež Mostar und war damit als 16-Jähriger der jüngste Fußballprofi seines Lands. Der Jugoslawienkrieg brachte seine jugoslawische Fußballkarriere zum Stillstand. Er floh, vermittelt von einem Freund der Familie, nach Deutschland.
Von 1991 bis 1992 gehörte er zum Kader von Rot-Weiss Essen. Weitere Stationen waren Fortuna Düsseldorf, KRC Genk (Belgien), Eintracht Braunschweig, Union & Dynamo Berlin. Eine Reihe von Verletzungen zwangen Marić im Alter von 26 Jahren, seine Laufbahn als Stürmer aufzugeben. Über Verwandtschaftskontakte zog er in die USA und wurde unter anderem beim Dallas Texans SC Trainer. Seit 2007 ist er amerikanischer Staatsbürger.
Leo Marić ist verheiratet und Vater einer Tochter und eines Sohnes.